# 茹任贝克市镇
茹任贝克市镇（發音：[ˈʒuːʒɛmbɛɾk]），是斯洛維尼亞首都盧布爾雅那東南邊的一個市镇，行政中心为茹任贝克。該市镇是下卡尼奧拉傳統地區的一部分，現在被納入東南斯洛維尼亞統計區。

## 外部連結
维基共享资源上的相關多媒體資源：茹任贝克市镇
- 官方网站  （斯洛文尼亚文）
- Municipality of Žužemberk （页面存档备份，存于） at Geopedia